# 夏港街道 (黄埔区)
夏港街道，是中华人民共和国广东省广州市黄埔区下辖的一个乡镇级行政单位。

## 行政区划
夏港街道下辖以下地区：
青年社区、丽江社区、金碧社区、普晖社区、墩头基社区和东晖社区。

## 历史
夏港街道是广州经济技术开发区的发祥地，成立于1989年1月。2003年5月13日，经广州市人民政府同意，将黄埔区夏港街道办事处整建制划入广州开发区管理，“广州市黄埔区人民政府夏港街道办事处”更名为“广州经济技术开发区夏港街道办事处”。2005年9月28日成立萝岗区后，“广州经济技术开发区夏港街道办事处”更名为“广州市萝岗区人民政府夏港街道办事处”。2015年9月，因应萝岗区撤销，“广州市萝岗区人民政府夏港街道办事处”更名为“广州市黄埔区人民政府夏港街道办事处”。

## 河流
横滘河穿过整个夏港街道，岸线全长6.5公里。

## 雕塑
“开拓者”雕塑是广州开发区的标志，上方的三角形代表着夏港街道的形状像一个三角形，由珠江、东江、横滘河围合而成。

## 交通

### 国铁
- 黄埔新港专用线：港前站、新港站

### 地铁
- █5号线：保盈大道站、夏港站、黄埔新港站